# 上山学
上山 学（うえやま まなぶ、1983年5月19日 - ）は日本の俳優。広島県出身。かつてはヴィヴィアンに所属していた。

## 略歴・人物
1983年（昭和58年）5月19日、広島県生まれ。
大学中退後、海外を巡り歩き、20か国以上をバックパッカーとして旅する。その後、ハリウッドで俳優活動を開始、ニューヨークで活躍する。
2012年、松本准平監督『まだ、人間』でスクリーンデビュー。辻岡正人、穂花、でんでん、根岸季衣らと共演している。

## 出演

### 映画
- 『デーアフターつもろー』（2008年・短編）監督：松本准平
- 『まだ、人間』（2011年）監督：松本准平
- 『トータスの旅』（2017年）監督：永山正史
- 『パーフェクト・レボリューション』監督：松本准平

### 舞台
- 『心優しき野郎ども』（2008年）作・演出：工藤剛士
- 『改訂版・ディア・パーヴロヴィチ』（2009年）作・演出：工藤剛士
- 『オール・アバウト・ラブ』（2009年）作・演出：工藤剛士
- 『ザッツ・エンターテイメント！！』（2011年）作・演出：工藤剛士
- 『心優しき野郎ども（再演）』（2011年）作・演出：工藤剛士
- 『えっと。』（2015年）作・演出：杉山純じ
- 『こと～築地寿司物語～』（2017年）作：江頭美智留　演出：中野敦之

### CM
- マクドナルド『ハッピーセット（きかんしゃトーマス）』（2018年）

## 演出作品
- 『Cross Fire Radio』（2010年）主演：上山学
- 『Journey』（2010年）主演：上山学